# Eduard Hoeber
Eduard Hoeber, Pseudonyme Sedinus und Eduard Pommer (* 20. März 1871 in Stettin; † 3. September 1906 in Schluderbach, Tirol), war ein deutscher Redakteur und Bergsteiger. Er galt als ein in Berliner literarischen Kreisen persönlich hochgeschätzter und liebenswürdiger Schriftsteller.

## Leben und Wirken
Er war der Sohn eines Kaufmanns und studierte Germanistik an den Universitäten Berlin, Freiburg i. B., München und Rostock. Er promovierte 1894 mit einer Dissertation über den romantischen Dichter Joseph von Eichendorff. Danach war er längere Zeit als Hauslehrer in Moskau tätig und machte später in Oldenburg und Berlin rasch Karriere als Feuilletonschriftsteller und Literaturkritiker. Er wurde Redakteur beim Berliner Tageblatt, einer der größten Zeitungen nicht nur in Berlin, sondern im gesamten Deutschen Reich, und war bei seinen Zeitgenossen bekannt für seinen Witz und sein literarisches Urteilsvermögen. Kritiken schrieb er u. a. auch für das Litterarische Echo.
Am 1. Juli 1906 heiratete er in Berlin und unternahm wenig später mit seiner Frau die Hochzeitsreise nach Schluderbach. Er übernachtete in der Tännenhütte und brach am nächsten Morgen als erfahrener Bergsteiger mit einem Bergführer auf zur Besteigung der Kleinen Zinne, die über Jahrzehnte als unbesteigbar galt. Dabei stürzte Hoeber zu Tode, da ein Sicherungsseil riss. Der Bergführer konnte verletzt gerettet werden. Der Leichnam wurde nach Berlin überführt und dort begraben.
Die damalige Presse nannte Hoebers Tod eine seltsame Fügung des Schicksals, da er erst kurze Zeit zuvor einen Artikel veröffentlicht hatte, in dem er Ratschläge zur Vermeidung von alpinen Unglücksfällen gab.